# Selección de fútbol sub-23 de los Países Bajos
La Selección de fútbol sub-23 de los Países Bajos, conocida también como la Selección olímpica de fútbol de Holanda,[cita requerida] es el equipo que representa al país en Fútbol en los Juegos Olímpicos y en la Eurocopa Sub-21; y esa controlada por la Koninklijke Nederlandse Voetbalbond.

## Palmarés
- Eurocopa Sub-21: 2

2006, 2007

## Estadísticas

### Eurocopa Sub-23
Países Bajos enfrentó en un único partido a Bulgaria en Sofia por el título, el cual perdieron.
- 17 de abril de 1968: Bulgaria 3–1 Países Bajos.
- 1972: Cuartos de Final.
- 1974: Cuartos de Final.
- 1976: Semifinales.

### Eurocopa Sub-21

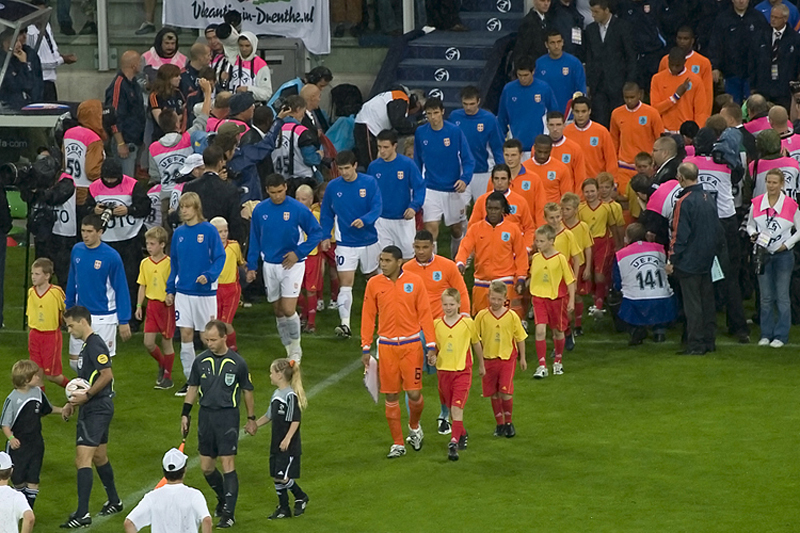
ante los Países Bajos en la final de la Eurocopa Sub-21 del 2007.

- 1978: No participó.
- de 1980 a 1986: No clasificó.
- 1988: Semifinales.
- 1990: No clasificó.
- 1992: Cuartos de Final.
- de 1994 a 1996: No clasificó.
- 1998: 4.º lugar.
- 2000: Fase de grupos.
- 2002: playoff.
- 2004: No clasificó.
- 2006: Campeón
- 2007: Campeón
- 2009: No clasificó.
- 2011: Playoff.
- 2013: Semifinales.

### Juegos Olímpicos
| Récord | Récord           | Récord       | Récord       | Récord       | Récord       | Récord       | Récord       | Récord       |
| Año    | Ronda            | Pos.         | J            | G            | E1           | P            | GF           | GC           |
| ------ | ---------------- | ------------ | ------------ | ------------ | ------------ | ------------ | ------------ | ------------ |
| 1992   | No clasificó     | No clasificó | No clasificó | No clasificó | No clasificó | No clasificó | No clasificó | No clasificó |
| 1996   | No clasificó     | No clasificó | No clasificó | No clasificó | No clasificó | No clasificó | No clasificó | No clasificó |
| 2000   | No clasificó     | No clasificó | No clasificó | No clasificó | No clasificó | No clasificó | No clasificó | No clasificó |
| 2004   | No clasificó     | No clasificó | No clasificó | No clasificó | No clasificó | No clasificó | No clasificó | No clasificó |
| 2008   | Cuartos de final | 7.º          | 4            | 1            | 2            | 1            | 4            | 4            |
| 2012   | No clasificó     | No clasificó | No clasificó | No clasificó | No clasificó | No clasificó | No clasificó | No clasificó |
| 2016   | No clasificó     | No clasificó | No clasificó | No clasificó | No clasificó | No clasificó | No clasificó | No clasificó |
| 2021   | No clasificó     | No clasificó | No clasificó | No clasificó | No clasificó | No clasificó | No clasificó | No clasificó |
| 2024   | Por definir      | Por definir  | Por definir  | Por definir  | Por definir  | Por definir  | Por definir  | Por definir  |
| Total  | 1/8              |              | 4            | 1            | 2            | 1            | 4            | 4            |

## Jugadores

### Jugadores destacados
| - Jo Bonfrere - Roy Makaay - Arnold Bruggink - Wilfred Bouma - Peter Wisgerhof - Victor Sikora - Mark van Bommel - Jan Vennegoor of Hesselink - Dirk Kuyt | - Kenneth Vermeer - Gijs Luirink - Nicky Hofs - Stijn Schaars - Urby Emanuelson - Romeo Castelen - Klaas-Jan Huntelaar - Robin van Persie - Boy Waterman | - Ron Vlaar - Ryan Donk - Gianni Zuiverloon - Hedwiges Maduro - Otman Bakkal - Maceo Rigters - Ryan Babel - Royston Drenthe - Tim Krul - Erik Pieters |

### Más Apariciones

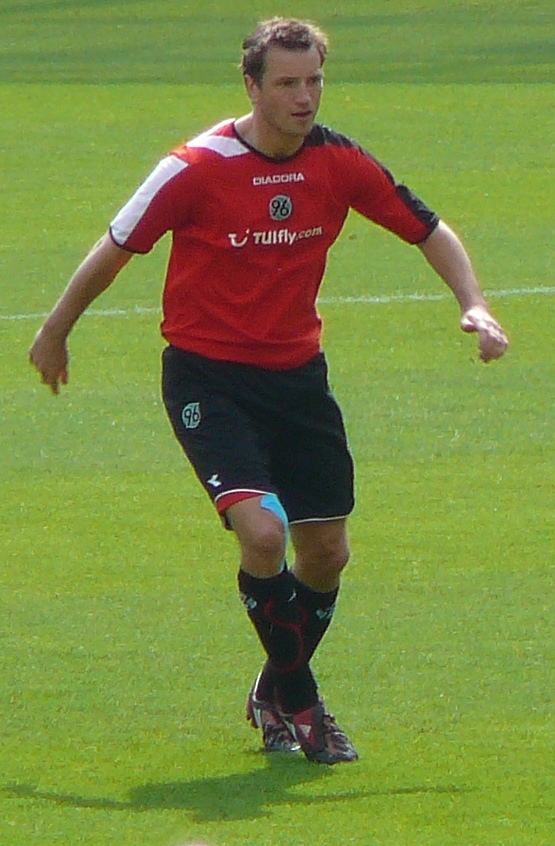
Arnold Bruggink es el jugador con más apariciones en el equipo olímpico.

| #  | Nombre              | Periodo     | Apariciones | Goles |
| -- | ------------------- | ----------- | ----------- | ----- |
| 1  | Arnold Bruggink     | 1995 - 1999 | 31          | 15    |
| 1  | Leroy Fer           | 2009 - 2013 | 31          | 6     |
| 3  | Daniël de Ridder    | 2004 - 2007 | 30          | 1     |
| 4  | Niels Oude Kamphuis | 1996 - 2000 | 28          | 2     |
| 5  | Roy Makaay          | 1994 - 1998 | 27          | 15    |
| 5  | Mark van Bommel     | 1996 - 2000 | 27          | 3     |
| 7  | Kiki Musampa        | 1996 - 2000 | 25          | 8     |
| 7  | Arnold Kruiswijk    | 2003 - 2007 | 25          | 0     |
| 9  | Georginio Wijnaldum | 2009 - 2013 | 24          | 10    |
| 10 | Daley Blind         | 2009 - 2013 | 23          | 0     |
| 10 | Klaas-Jan Huntelaar | 2002 - 2006 | 23          | 18    |
| 10 | Bram Nuytinck       | 2010 - 2013 | 23          | 2     |

Actualización: 29 de mayo de 2014

### Más Goles

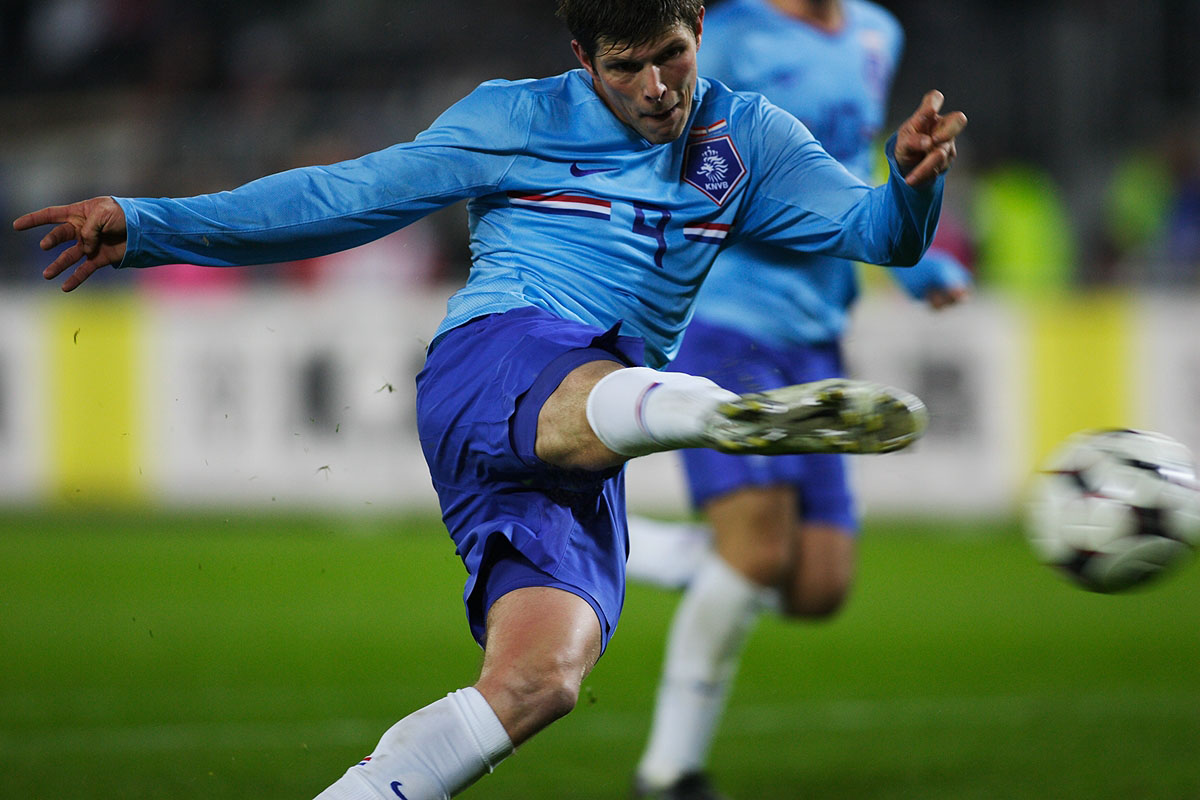
Huntelaar fue el mejor jugador y el máximo goleador de la Eurocopa Sub-21 del 2006 y es el goleador histórico del equipo olímpico.

| #  | Nombre              | Periodo     | Goles | Apariciones | Promedio de Goles |
| -- | ------------------- | ----------- | ----- | ----------- | ----------------- |
| 1  | Klaas-Jan Huntelaar | 2002 - 2006 | 18    | 23          | 0,78              |
| 2  | Roy Makaay          | 1994 - 1998 | 15    | 27          | 0,56              |
| 2  | Arnold Bruggink     | 1995 - 1999 | 15    | 31          | 0,48              |
| 4  | Género Zeefuik      | 2011 - 2012 | 10    | 12          | 0,83              |
| 4  | Georginio Wijnaldum | 2009 - 2013 | 10    | 24          | 0,42              |
| 6  | Kiki Musampa        | 1996 - 2000 | 8     | 25          | 0,32              |
| 7  | Edwin Bakker        | 1984 - 1985 | 7     | 7           | 1,00              |
| 7  | Ronald de Boer      | 1989 - 1992 | 7     | 9           | 0,78              |
| 7  | Quincy Promes       | 2013 - 2014 | 7     | 9           | 0,78              |
| 10 | Maceo Rigters       | 2007        | 6     | 9           | 0,67              |
| 10 | Luc Castaignos      | 2011 - 2014 | 6     | 12          | 0,50              |
| 10 | Willy Carbo         | 1980 - 1981 | 6     | 14          | 0,43              |
| 10 | Leroy Fer           | 2009 - 2013 | 6     | 31          | 0,19              |

ACtualizado: 3 de junio de 2014